# Lilia Fisikovici
Lilia Fisikovici (ur. 29 marca 1989 roku) – mołdawska biegaczka długodystansowa, uczestniczka biegu maratońskiego w czasie igrzysk olimpijskich w Rio de Janeiro (2016).

## Życiorys
Wzięła udział w biegu maratońskim kobiet na igrzyskach w Rio. Uzyskała w nim czas 2:34:05, który został jej czasem życiowym. W końcowej klasyfikacji znalazła się na 27. miejscu.
Zwyciężczyni Cracovia Maraton w 2018 i 2022 roku.

## Rekordy życiowe
- Półmaraton – 1:10:45 s. (2018) Usti nad Labem
- Maraton – 2:27:26 s. (2019) Maraton w Londynie